# Pholidoscelis cineraceus
Pholidoscelis cineraceus (гваделупська амейва) — вимерлий вид ящірок родини теїдових (Teiidae), що був ендеміком Гваделупи.

## Опис
Гваделупські амейви раніше мешкали на островах Бас-Тер, Гранд-Тер, Ля-Десірад, Марі-Галан і Ле-Сент. Останні представники цього виду зустрічалися на острові Бас-Тер, поблизу міста Петі-Бур, звідки вони були описані у 1914 році. Гваделупські амейви вели наземний спосіб життя, живилися падлом, мертвою рибою та іншими відходами. Причиною зникнення цього виду стало хижацтво з боку інтродукованих мангустів та інших тварин. Останні представники цього виду вимерли внаслідок руйнівного урагану 1928 року.